# ベルギー航空構成部隊
ベルギー航空構成部隊（ベルギーこうくうこうせいぶたい、オランダ語: Luchtcomponent、フランス語: Composante Air）は、ベルギー王国の空軍組織。2002年に空軍から航空構成部隊に改編している。

## 歴史
ベルギー空軍の前身は、1909年にベルギー陸軍内に設立された部局( Compagnie des Ouvries et Aérostiers )である。第一次世界大戦開戦時には、ファルマンを装備した4個飛行隊が編成されており、戦局の拡大に伴い1915年には6個飛行隊まで拡充されている。
第二次世界大戦開戦時には、陸軍航空隊として、3個飛行連隊が編成されていた。装備機種は、フィアットCR42やホーカー ハリケーン、グロスター グラディエーター、フェアリー フォックス、フェアリー バトルなどである。ナチスドイツ軍によってベルギー全土が占領された後には、イギリスで再結成され、同国からの供与機であるホーカー タイフーンやスーパーマリン スピットファイアを装備し、戦闘を継続した。

### 冷戦期
1946年10月15日に、空軍として、陸軍から独立することが決定され、1949年1月15日に正式に独立した。北大西洋条約機構に加盟していることもあり、高い戦力を維持していた。

### 冷戦後

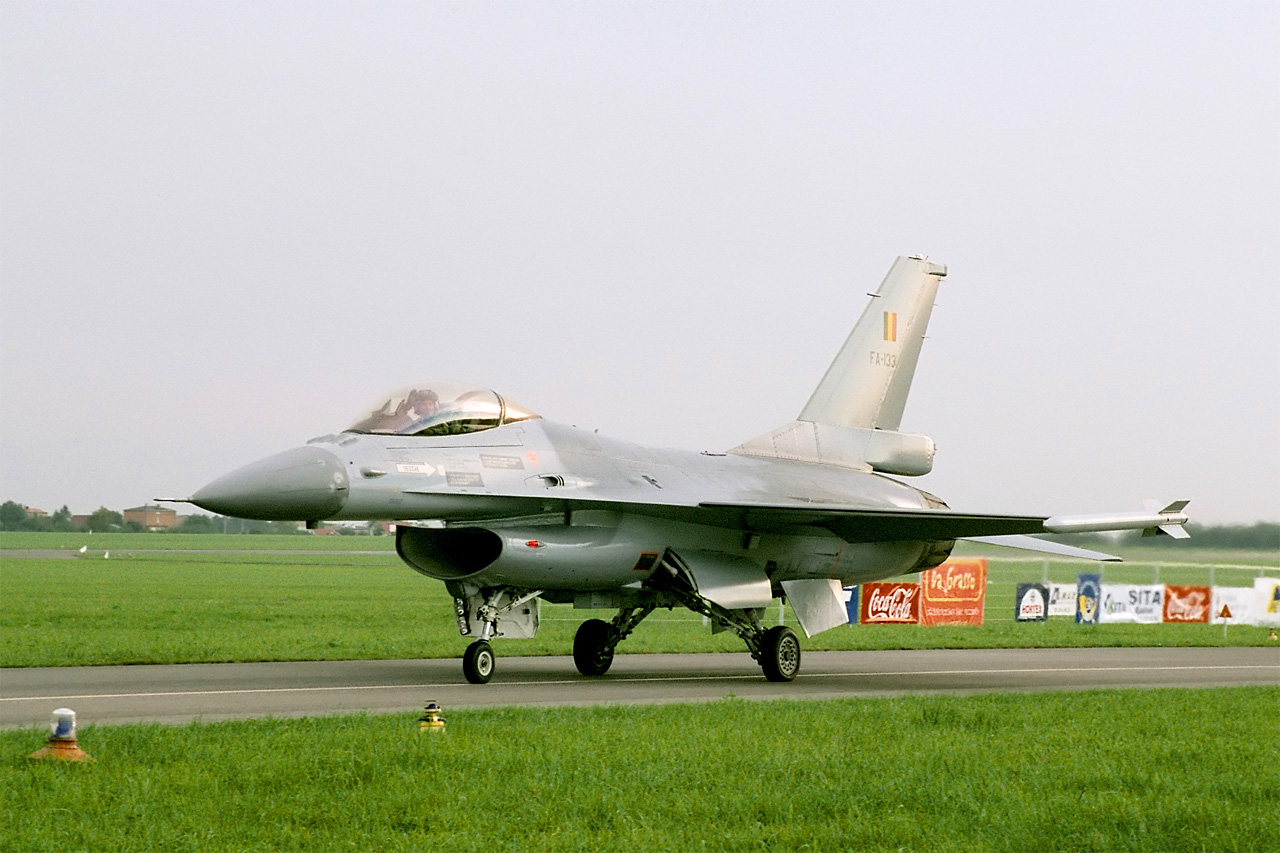
ベルギー航空構成部隊のF-16

冷戦終結後、ベルギーは軍を縮小・再編成することを決定した。1994年には第3戦術飛行大隊を解散し、1996年には二個航空団と一個飛行学校を閉鎖した。2002年に、ベルギー政府は、軍を単一にすることを決定し、ベルギー空軍はベルギー軍航空部隊(Belgium Air Component, COMOPSAIR)となった。COMOPSAIRはF-16を装備する2個航空団（第2戦術航空団おとび第10戦術航空団）を主力としている。F-16は、160機装備されているが、2009年60機に削減された。この他に、ダッソー/ドルニエ アルファジェットを装備した練習機部隊があり、C-130 11機を装備した輸送機部隊、さらにA-310輸送機2機並びにエンブラエル 135/145を保有するVIP輸送部隊がある。
2004年からは北大西洋条約機構によるバルト三国の領空警備に対して戦闘機を派遣しているほか、2005年には国際治安支援部隊の支援としてアフガニスタンに部隊を派遣している。2008年9月1日から、F-16戦闘機4機をカンダハルに派遣しており、2009年8月17日には、更に追加の2機を派遣した。この派遣は2010年末までの予定である。

## 組織
2024年時点で現役兵4,600人。
- 航空構成部隊司令部
  - 参謀部（COMOPSAIR）
- 第1航空団（教育訓練、ボーヴシェン）
- 第10戦術航空団（戦闘、クライネ＝ブローゲル）
- 第2戦術航空団（戦闘、フロレンヌ）
- 第15空輸航空団（輸送、メルスブローク）
- 第80無人機中隊（ビュートゲンバッハ）
- 航空管制センター（ガーフェレ Gavere）
- 航空安全理事会（ボーヴシェン）
- 通報統制センター（バッサンジュ）
- 海洋ヘリコプター隊（コクスアイデ）
- 気象団（ボーヴシェン）
- 軍用犬隊および軍用犬センター（アウト＝ヘフェルレー）

## 基地
| 基地名                              | 所在地                                     | 備考     |
| ----------------------------------- | ------------------------------------------ | -------- |
| ボーヴシェン空軍基地                | ブラバン・ワロン州ボーヴシェン             |          |
| フロレンヌ空軍基地                  | ナミュール州フロレンヌ                     | 軍民共用 |
| メルスブローク空軍基地              | フラームス＝ブラバント州メルスブローク     |          |
| グツェンホーフェン飛行場            | フラームス＝ブラバント州グツェンホーフェン |          |
| クライネ＝ブローゲル空軍基地        | リエージュ州クライネ＝ブローゲル           |          |
| ビエルセ空軍基地 （リエージュ空港） | リエージュ州リエージュ                     | 軍民共用 |
| コクスアイデ空軍基地                | ウェスト＝フランデレン州コクスアイデ       |          |
| ジュオンヴィル空軍基地              | リュクサンブール州ベルトリ                 |          |
| ウェールデ空軍基地                  | アントウェルペン州ウェールデ               |          |

## 装備

### 航空機
- ジェネラル・ダイナミクス F-16AM戦闘機 × 44機[2]
- ジェネラル・ダイナミクス F-16BM戦闘機 × 9機[2]
- アエルマッキ SF-260D練習機 × 9機[2]
- アエルマッキ SF-260M練習機 × 23機[2]
- エアバス A400M輸送機 × 6機[2]
- ダッソー ファルコン 7X輸送機 × 2機（VIP輸送用、リース機）[2]
- NHI NH90 NFH哨戒ヘリコプター × 4機[2][3]
- NHI NH90 TTH輸送ヘリコプター × 4機（2025年9月退役予定）[2][3]
- アグスタ A109多用途ヘリコプター × 7機（さらに7機が保管中）[2]

### ミサイル
- AIM-120B アムラーム空対空ミサイル[2]
- AIM-9M/X サイドワインダー空対空ミサイル[2]
- GBU-10/12/24 ペイブウェイ誘導爆弾[2]
- GBU-31/38/54 JDAM/LJDAM 誘導爆弾[2]
- GBU-39 SDB 誘導爆弾[2]

## 階級
| 士官               |                      |                      |      |
| 空軍大将           | Generaal             | General              | OF-9 |
| 空軍中将           | Luitenant-generaal   | Lieutenant-general   | OF-8 |
| 空軍少将           | Generaal-majoor      | General-major        | OF-7 |
| 空軍准将           | Brigade-generaal     | General de Brigade   | OF-6 |
| 空軍大佐           | Kolonel              | Colonel              | OF-5 |
| 空軍中佐           | Luitenant-kolonel    | Lieutenant-colonel   | OF-4 |
| 空軍少佐           | Majoor               | Major                | OF-3 |
| 空軍上級大尉       | Kapitein-commandant  | Capitaine-commandant | OF-3 |
| 空軍大尉           | Kapitein             | Capitaine            | OF-2 |
| 空軍中尉           | Luitenant            | Lieutenant           | OF-1 |
| 空軍少尉           | Onderluitenant       | Sous-lieutenant      | OF-1 |
| 准士官および下士官 |                      |                      |      |
| 空軍最先任准尉長   | Adjudant-majoor      | Adjudant-major       | OR-9 |
| 空軍准尉長         | Adjudant-chef        | Adjudant-chef        | OR-9 |
| 空軍准尉           | Adjudant             | Adjudant             | OR-8 |
| 空軍上級曹長       | 1ste Sergeant-majoor | 1e Sergent-major     | OR-7 |
| 空軍曹長           | 1ste Sergeant-chef   | 1e Sergent-chef      | OR-6 |
| 空軍一等軍曹       | 1ste Sergeant        | 1e Sergent           | OR-6 |
| 空軍二等軍曹       | Sergeant             | Sergent              | OR-5 |
| 兵卒               |                      |                      |      |
| 空軍先任上級伍長   | 1ste Korporaal-chef  | 1e Caporal-chef      | OR-4 |
| 空軍上級伍長       | Korporaal-chef       | Caporal-chef         | OR-4 |
| 空軍伍長           | Korporaal            | Caporal              | OR-3 |
| 空軍一等兵         | 1ste Soldaat         | 1er Soldat           | OR-2 |
| 空軍二等兵         | Soldaat              | Soldat               | OR-1 |